# 5e division blindée (France)
Pour les articles homonymes, voir 5e division.
La 5e division blindée est une division blindée française qui a participé à la Seconde Guerre mondiale et à la guerre d'Algérie.

## Historique

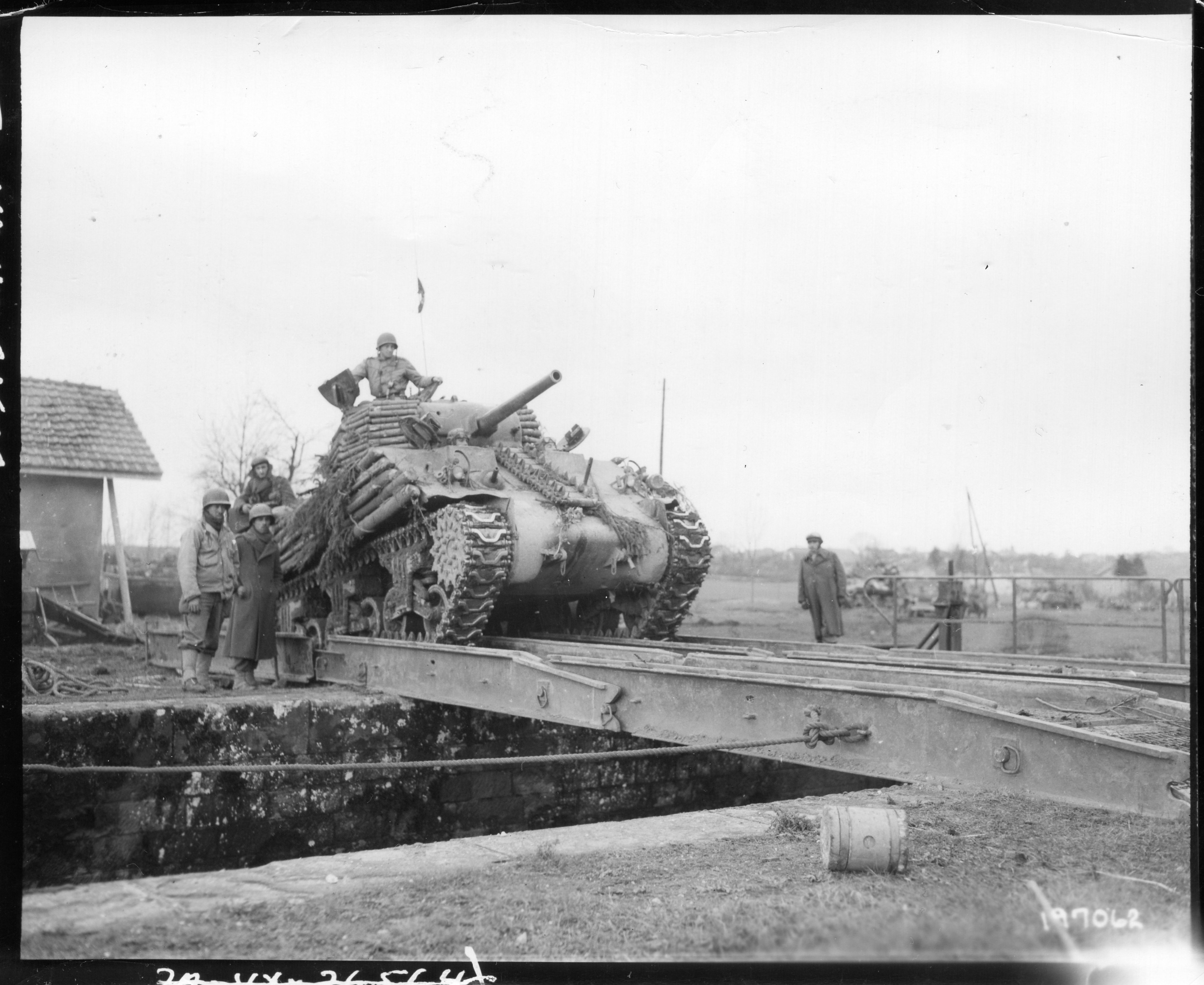
Un char de la 5e DB le 20 novembre 1944 lors de l'avance française en direction de Belfort.

La division est créée sous le nom de 2e division blindée le 1er mai 1943 en Afrique du Nord. Le 9 juillet de la même année elle reçoit son nom définitif de 5e division blindée, sous le commandement du général de Vernejoul.
Intégrée dans la Première armée française du général de Lattre, elle débarque en Provence en septembre 1944. Elle  combat dans les Vosges (réduction de la poche de Colmar) et participe enfin à la campagne d'Allemagne.
De 1945 à 1956 la division est stationnée en Allemagne, à Landau dans les forces françaises en Allemagne.
De 1956 à 1962 la 5e DB, tout en laissant une partie de ses effectifs en Allemagne, est engagée en Algérie.
Du 1er mars 1960 au 30 avril 1968, elle se nomme 5e brigade blindée et fait partie de la 3e division. Son état-major est installé à Tübingen. Le 1er mai 1968, elle devient la 5e brigade mécanisée.
Elle redevient la 5e division blindée le 1er juillet 1978 et fait partie du 2e corps d'armée. Forte d'environ 8 000 hommes, son état-major est situé à Landau.
La 5e division blindée est dissoute le 30 juin 1992.

## Devise
«  France d'abord »

## Insigne
Malgré sa simplicité apparente, il évoque d’un même trait les traditions de son arme et les grands moments de la vie de son unité. En fait, qu’une jeune unité moderne, héritière des plus anciennes traditions de la cavalerie contribue pour une bonne part à la prise de Bucéphalie, ville au blason ornée de Bucéphale, cheval d'Alexandre le Grand, et arrête sa course victorieuse aux portes d’une cité ayant une licorne sur ses armoiries, est peut-être plus le fait du destin que celui du hasard.

## Chefs de corps
5e Division Blindée
- 1943 - 1945: Général de Vernejoul
- 1945 - 1946: Général Schlesser
- 24/02/1946 - 16/02/1947: Général Boutaud de Lavilléon
- 1947 - 1948: Général Jean-Paul Mozat
- 1948 - 1950: Général Schlesser
- 1950 - 1952: Général Navarre
- 1952 - 1954: Général Lotte
- 1954 - 1956: Général Rethore
- 1956 - 1958: Colonel De Carmejane
- 1958 - 1959: Général Dudognon
- 1959 - 1961: Général Cantarel
- 1961 - 1962: Général de Bertereche de Menditte
- 1961 - 1962: Général Arnoux de Maison-Rouge

5e Brigade Blindée / 5e Brigade Mécanisée
- 1962 - 1964: Général Bocquet
- 1964 - 1966: Général Cos de la Hitte
- 1966 - 1968: Général Richter
- 1968 - 1970: Général Favitski
- 1970 - 1972: Général de Quatrebarbes
- 1972 - 1974: Général Gilliot
- 1974 - 1976: Général Sciard
- 1976 - 1978: Général Pierre Haicault de La Regontais

5e Division Blindée
- 1978 - 1980: Général Le Borgne
- 1980 - 1982: Général Cuq
- 1982 - 1984: Général Gerin-Roze
- 1984 - 1986: Général Julien de Zélicourt
- 1986 - 1988: Général Dupuy de la Grand'rive
- 1988 - 1990: Général Vaujour
- 1990 - 1992: Général Genest

Directeur du matériel des troupes d'occupation 1947 Général Le Troadec.

## Composition de la division depuis sa création

### Création de 1943
- État Major et Quartier Général

- Infanterie portée
  - Régiment de marche de la Légion étrangère (R.M.L.E)

- Arme Blindée et Cavalerie
  - 1er Régiment de Chasseurs d’Afrique (1e R.C.A)
  - 6e Régiment de Chasseurs d’Afrique (6e R.C.A)
  - 1er Régiment de Cuirassiers (1e CUIR)
  - 1er Régiment Étranger de Cavalerie (1e R.E.C)

- Artillerie
  - 62e Régiment d’Artillerie d’Afrique

- FTA (Défense antiaérienne)
  - 31e groupe autonome des forces terrestres antiaériennes (31e FTA)

- Génie
  - 96e Bataillon du génie

- Transmissions
  - 84e Compagnie mixte de transmissions du 96e Bataillon de Transmissions (96/84 Cie Mixte de Transmissions)

- Train
  - 96e Compagnie de quartier général
  - 496e Compagnie des Services
  - Compagnie de transport de matériel 196/27

- Matériel
  - 12e Groupe d’Escadrons de Réparation : 12e G.E.R

- Intendance
  - 14e Groupe d’Exploitation : 12e G.E

- Santé
  - 14e Bataillon Médical

- Maintenance
  - 5e Groupe d’Escadron de Renforcement : 5e G.E.R

- UNITÉS NON ORGANIQUES QUI ONT FAIT CAMPAGNE AVEC LA 5e D.B

- Arme Blindée et Cavalerie (Chasseurs de chars)
  - 11e Régiment de Chasseurs d’Afrique : 11e R.C.A

- Train
  - Compagnie de transport de personnel 296/32

- Matériel
  - Compagnie de récupération d’engins blindés 673/2
  - Compagnie de réparation d’engins blindés 663/2

### Organisation en octobre 1943
La division qui peut être appelée à agir au profit du 1er C.A, est définitivement articulée en trois Combat Command ayant, théoriquement, la composition suivante :
- Combat Command no 4 : Colonel SCHLESSER (ou Grpt « S ») :
  - 1er Régiment de cuirassiers
  - 3/1er Régiment Étranger de Cavalerie
  - 2e Bataillon du Régiment de Marche de la Légion Étrangère
  - 2/62e Régiment d’Artillerie d’Afrique
  - BHR/62e RAA
  - 2/96e Bataillon du Génie
  - 2/14e Bataillon Médical
  - 2/12e Groupe d’Escadrons de Réparation

- Combat Command no 5 : Colonel de BONNET d’OLEON (ou Grpt « O ») :
  - 1er Régiment de Chasseurs d’Afrique
  - 2/1er Régiment Étranger de Cavalerie
  - 1er Bataillon du Régiment de Marche de la Légion Étrangère
  - 1/62e Régiment d’Artillerie d’Afrique
  - 1/96e Bataillon du Génie
  - 1/14e Bataillon Médical
  - 1/12e Groupe d’Escadrons de Réparation

- Combat Command no 6 : Colonel TRITSCHLER (ou Grpt « T » ) :
  - 6e Régiment de Chasseurs d’Afrique
  - 4/1er Régiment Etranger de Cavalerie
  - 3e Bataillon du Régiment de Marche de la Légion Étrangère
  - 3/62e Régiment d’Artillerie d’Afrique
  - 3/96e Bataillon du Génie
  - 3/14e Bataillon Médical
  - 3/12e Groupe d’Escadrons de Réparation

- FTA : 31e Groupe de FTA

- Transmissions : Compagnie Mixte de Transmissions 96/84

Composée également d’unités de service : Train, Matériel, Santé, Intendance.

### Organisation en 1944
- Unités organiques

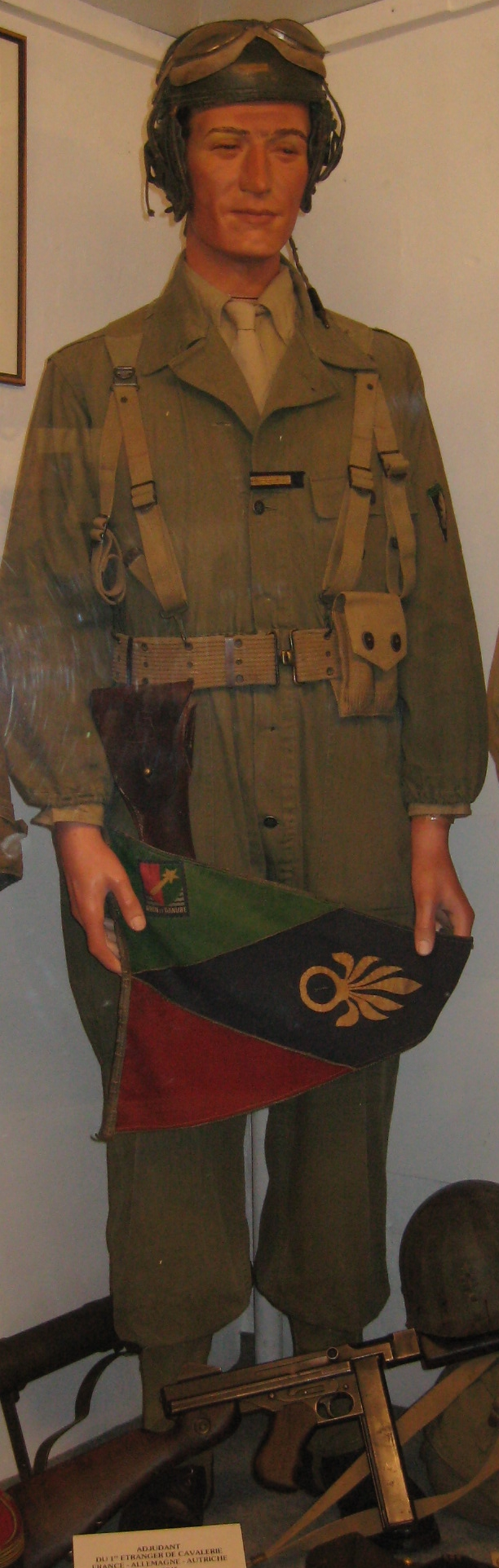
Uniforme de sous-officier du 1er REC en 1944-1945.

  - 1er REC : régiment de reconnaissance
  - 11e RCA : régiment de chasseurs de chars équipé de Tank Destroyer (TD)
  - 31e groupe de FTA : artillerie antiaérienne
  - 96e bataillon du génie
  - Train divisionnaire
  - 96/84e compagnie de transmissions
  - 12e GERDB
  - 14e bataillon médical

- Combat Command no 4 - CC4
  - 1er Cuirs : régiment de chars
  - II/RMLE : infanterie portée
  - 1 groupe du 62e RAA : artillerie

- Combat Command no 5 - CC5
  - 1er RCA : régiment de chars
  - I/RMLE : infanterie portée
  - 1 groupe du 62e RAA : artillerie

- Combat Command no 6 - CC6
  - 6e RCA : régiment de chars
  - III/RMLE : infanterie portée
  - 1 groupe du 62e RAA : artillerie

### Organisation en 1988
Le 1er mai 1943 est créée à Rabat (Maroc) la 2e division blindée, aussitôt placée sous le commandement du général de Vernejoul. Deux mois plus tard, le 9 juillet, la 2e DB prend l’appellation de 5e DB et commence une période d’instruction et d’entraînement d’un an qui va la mener du Maroc à l’Algérie. Enfin, du 15 septembre au 1er octobre 1944 a lieu l’embarquement pour la France ; le « Grand Voyage » comme l’appelleront les anciens. Débarquée dans la région de Marseille, la 5e DB va écrire du 11 octobre 1944 au 7 mai 1945, les pages les plus glorieuses de son histoire. De 1945 à 1956, après la capitulation des armées hitlériennes, la 5e DB va s’établir dans le Wurtemberg et le sud Palatinat au sein des forces françaises en Allemagne. De là, elle va s’embarquer le 9 avril 1956 pour l’Algérie, où son action pacificatrice sera souvent citée en exemple. Le 15 mars 1962, la DB, alors sous les ordres du général Arnoux de Maison Rouge, est dissoute. Ses traditions sont reprises par la 5e Brigade Blindée. Elle est recréée à Landau, le 1er juillet 1978. Durant la guerre du Golfe la 5e division blindée a apporté son soutien à la division Daguet.
- Quartier général (Landau)
- 2e régiment de cuirassiers (Reutlingen)
- 4e régiment de cuirassiers (Bitche)
- 5e régiment de cuirassiers (Kaiserslautern)
- 2e groupe de chasseurs (Neustadt)
- 24e groupe de chasseurs (Tubingen)
- 152e régiment d'infanterie (Colmar)
- 2e régiment d'artillerie (Landau)
- 24e régiment d'artillerie (Reutlingen)
- 10e régiment du génie (Spire) 32e régiment du génie (Kehl)
- 5e régiment de Commandement et de Soutien (Landau)
- 5e escadron d'éclairage Divisionnaire (Landau) Kaiserslautern
- bataillon de chasseur portes ( Kaiserslautern)
- groupe de transport 387 (Kaiserlautern) puis Landau le premier avril 1951